# HD 85841
HD 85841，又名BD+73 478，SAO 7009、HR 3918，是一颗恒星，视星等为5.83，位于銀經137.93，銀緯38.8，其B1900.0坐标为赤經9h 49m 27s，赤緯+73° 38.8′ 18″。